# Vladimir Jankélévitch
Vladímir Jankélévitch (Bourges, 31 de agosto de 1903 - París, 6 de junio de 1985) fue un filósofo y musicólogo francés.

## Biografía
Vladímir Jankélévitch nació en una familia de intelectuales rusos de origen judío. Sus padres, Anna Ryss y Samuel Jankélévitch, fueron médicos formados en Montpellier. Su padre fue uno de los primeros traductores de Sigmund Freud en Francia; y asimismo tradujo obras de Hegel, Schelling, Croce y Berdiáyev. Se habían instalado en París para huir del antisemitismo de su país de origen.
Jankélévitch entró en 1922 en la Escuela Normal Superior de París, donde estudia filosofía. Su maestro fue Léon Brunschvicg (1869-1944). En 1923 conoció a Henri Bergson, con quien mantendrá notable correspondencia. Profesor por concurso en 1926, Vladímir marchará al Instituto francés de Praga en 1927. A su regreso, enseñará hasta 1932 en Caen, Lyon, Toulouse y Lille. Escribió una tesis sobre Schelling. Apartado del andamiaje de un sistema, se distancia, por ende, de las ópticas de la totalidad. Él mismo decía: “Yo no tengo una filosofía, un sistema del que sería propietario como uno tiene una cátedra que le ha sido otorgada por el Estado. Y no puedo hacerme espectador de mi propia doctrina puesto que no la tengo”. Bajo el régimen de Vichy, es desposeído de nacionalidad y depuesto. Entra en la Resistencia en 1941 y logra reunir a la familia cerca de Toulouse. En esa época inicia su largo ensayo La muerte (de 1966). Y en su polémico texto prolongado, Lo imprescriptible, planteará sin contemplaciones que nunca podrá cancelarse el genocidio que ha marcado psicológica y culturalmente la década final del siglo XX. 
Recuperó su puesto en 1947, en la Universidad de Lille. De 1951 a 1979 fue titular de la cátedra de filosofía moral en la Sorbona. Allí formó a varias generaciones, con sus temas morales y metafísicos, pero también con sus cursos monográficos, que se traducirán en ensayos polémicos, claros, muy ricos de ideas literarias (cita de continuo, entre otros, a Lev Tolstói, Leonid Andréiev o Iván Bunin, pues sus padres siempre hablaron ruso en casa). 
Estuvo comprometido con los problemas de su tiempo. Además fue un gran especialista en la música de los siglos XIX y XX.

## Obra

### Pensamiento
- Henri Bergson, 1931.
- L'Odyssée de la conscience dans la dernière philosophie de Schelling, 1933; reed. L'Harmattan, 2005.
- Valeur et signification de la mauvaise conscience, 1933.
- La Mauvaise conscience.
- L'Ironie ou la bonne conscience, 1936. >> Trad. La ironía, Taurus, 1986.
- L'Alternative, 1938.
- Du mensonge, 1942.
- Le Mal, 1947; >> El mal.
- Traité des vertus, 1949.
- Philosophie première introduction à une philosophie du Presque, 1954.
- L'Austérité et la Vie morale', 1956.
- Le Je-ne-sais-quoi et le Presque-rien, 1957.
- Le Pur, et l'impur , 1960. >> Trad.: Lo puro y lo impuro, Taurus, 1990.
- L'Aventure, l'Ennui et le Sérieux, 1963. >> Trad.: La aventura, el aburrimiento, lo serio, Taurus, 1989.
- La Mort, 1966. >> Trad.: La muerte, Valencia, Pre-Textos, 2002.
- Le Pardon, 1967. >> Trad.: El perdón, Seix-Barral, 1999.
- Le Sérieux de l'intention, 1968.
- Les Vertus et l'Amour', 1970.
- L'imprescriptible, 1971.
- L'Innocence et la méchanceté, 1972.
- L'Irréversible et la nostalgie, 1974.
- Quelque part dans l'inachevé, en col. con Béatrice Berlowitz, 1978.
- Le Je-ne-sais-quoi et le presque rien, 1980.
- Le Paradoxe de la morale', 1981. >> Trad.:La paradoja de la moral, Tusquets, 1983.
- Sources. >> Trad.: Fuentes, Alpha-Decay, Barcelona, 2007.
  - 1. Lectures: Tolstoï, Rachmaninov;
  - 2. Ressembler, dissembler;
  - 3. Hommages: Xavier Léon , Léon Brunschvicg , Jean Wahl , 1984, recopilación de F. Schwab.

- L'Imprescriptible : Pardonner? Dans l'honneur et la dignité, 1986. >> Trad.: Lo imprescriptible, El Aleph, 1987.
- Premières et Dernières Pages, 1994.
- Penser la mort?, 1995.
- Une vie en toute lettres (correspondencia con Louis Beauduc), 1995.
- Cours de philosophie morale (en la Université libre de Bruxelles, 1962-1963), Seuil 2006.

### Musicología
- Gabriel Fauré et ses mélodies, 1938.
- Fauré et l'inexprimable, 1938.
- Ravel, 1939. >> Trad.: 'Ravel, Edicions 62.
- Le Nocturne, 1942.
- Debussy et le mystère, 1949.
- La Rhapsodie verve et l'improvisation musicale, 1955.
- La Musique et l'Ineffable, 1961. >> Trad.: La música y lo inefable, Alpha-Decay,Barcelona 2005.
- La Vie et la Mort dans la musique de Debussy, 1968.
- Fauré et l'inexprimable; tomo I: De la musique au silence, 1974.
- Liszt et la rhapsodie : essai sur la virtuosité; tomo III : De la musique au silence, 1979.
- La Présence lointaine, Albeniz, Séverac, Mompou, París, Le Seuil ,1983.
- La Musique et les Heures: Satie et le matin, Rimski-Korsakov et le plein midi, Joie et Tristesse dans la musique russe d'aujourd'hui, Chopin et la nuit, Le Nocturne, 1988. Ed. de F. Schwab.